# UXP/DS
UXP/DS（ユーエックスピー・ディーエス）とは、富士通がかつて独自に開発していたGP7000Dシリーズ（旧称DS/90 7000シリーズ）と一部のGP7000シリーズ用のオペレーティングシステムである。
UNIXのSystem V Release4をベースに独自拡張したOSで、ドライバ類はカーネルにリンクする形を採用している。名前の由来について、UXPは「The UNIX Product」から、DSはリリース時にターゲットした機種のモデル名から。

## 歴史

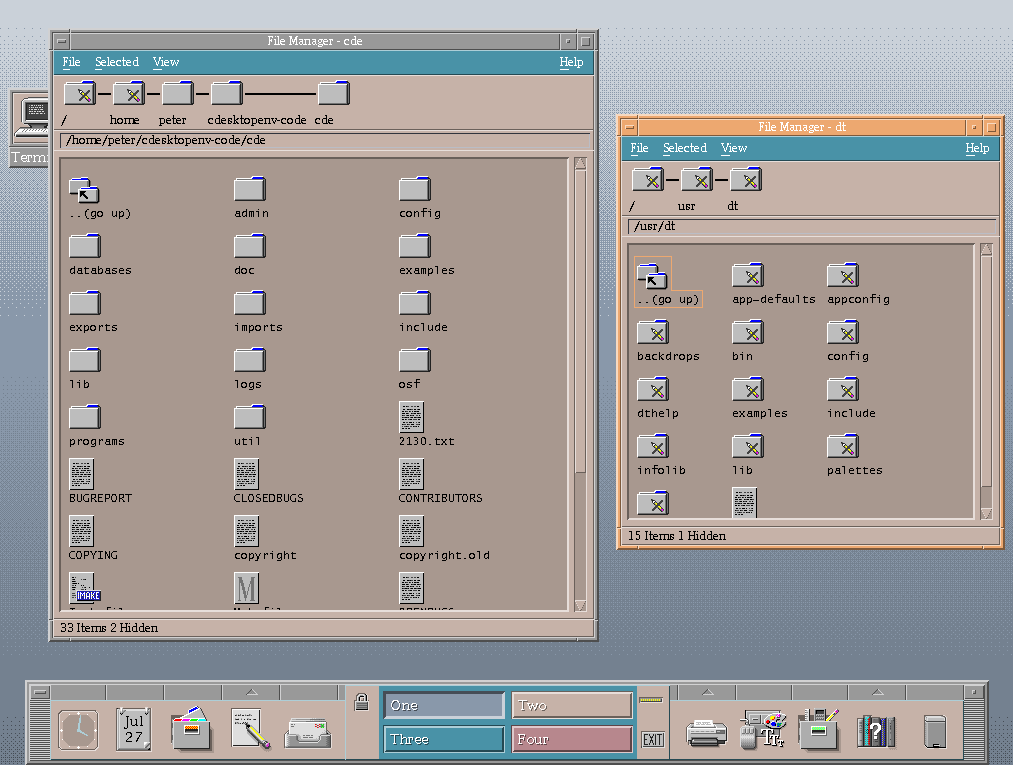
UXP/DSは、CDEのリファレンスプラットフォームだった（画面ではLinuxで実行されている）。

1991年9月、富士通は、SPARCプロセッサを搭載し、UXP/DSオペレーティングシステムを実行するDS/90 7000シリーズのワークステーションとサーバを発表した。
1995年5月に発表されたDS/90 7000シリーズ最上位機7800E、7900E向けには、NUMA (Non-Uniform Memory Access) による分散共用メモリ方式の拡張が行われた。
1998年、富士通の新しいGP7000シリーズ（GRANPOWER 7000）は3つに分割された。「Sシリーズ」は、UXP/DSを実行する以前のシステム、「Dシリーズ」は、UXP/DSを実行する新しいシステム、「Fシリーズ」は、Solarisオペレーティングシステムを実行する新しいシステムである。Solarisを実行するGP7000Fは、富士通のUNIXサーバの後継ラインの基礎になった。
1999年、DS/90 7000シリーズのUXP/DSは、Common Desktop Environment (CDE)の参照プラットフォームの1つだった。
UXP/DSの西暦2000問題対応は、特定のバージョンレベルおよび修正版数で行われた。
2000年に富士通がUNIXサーバーの新しいPRIMEPOWERラインをリリースしたとき、オペレーティングシステムのオプションとして使用できるのはSolarisだけとなった。2004年4月1日のGP7000Dシリーズの終焉をもってUXP/DSは第一線から退くこととなった。
バージョンのつけ方は富士通方式のVxxLxxであり、モデルによってOSのバージョンアップに制限があった。
- DS/90 7000初期モデル　V10L10～V10L20
- DS/90 7000 HyperSPARC搭載機 V20系
- GP7000D UltraSPARC搭載機 V30系

GP7000Dシリーズの特性から、「Aシリーズ」のSX/AやFMGシリーズのSX/Gなどからのアプリケーションを意識した機能も盛り込まれている。また、サン・マイクロシステムズのSolarisからのアプリケーション移植を意識して一部ドライバに互換ファンクションが用意されている。